# I Am Music (альбом Кармен Макрей)
I Am Music — студийный альбом американской певицы Кармен Макрей, выпущенный в 1975 году, первый релиз певицы на новом лейбле Blue Note Records. Продюсером альбома стал Роджер Келлауэй.

## Отзывы критиков
| Оценки критиков               | Оценки критиков |
| Источник                      | Оценка          |
| ----------------------------- | --------------- |
| AllMusic                      | [ 3 ]           |
| Encyclopedia of Popular Music | [ 4 ]           |

В рецензии журнала Billboard написали: «Мисс Макрей, всегда отличавшаяся вокальным стилем и индивидуальностью, дебютирует на новом лейбле с материалом, который у неё получается лучше всего: балладами. Продюсер Роджер Келлауэй с теплотой и сиянием отдал дань её умению обращаться словами. Кармен затрагивает нервные окончания и искрится в программе песен, в которых нуждаются люди». Среди лучших песен были названы «Like A Lover» (самое драматическое прочтение), «Who Gave You Permission» и «I Am Music». Рецензент Cashbox отмечает: «Голос Кармен Макрей — это голос дюжины музыкальных миров. Её вокал течет, как прилив, в музыке легкости и простых мыслей. На I Am Music именно этот вокал в сочетании с ритмичным инструментальным сопровождением создают приятное впечатление от прослушивания». В ретроспективном обзоре журнала Music Week назвали альбом «редкой жемчужиной», а также заявили, что «изысканная фразировка и хронометраж стали идеальным фоном для коллекции оригинальных песен».

## Список композиций
1. «A Letter for Anna-Lee» (Бенард Игнер) — 5:01
2. «The Trouble with Hello Is Goodbye» (Алан Бергман, Мэрилин Бергман, Дейв Грусин) — 3:45
3. «Faraway Forever» (Алан Бергман, Мэрилин Бергман, Куинси Джонс) — 3:21
4. «I Ain’t Here» (Джерри Либер, Майк Столлер) — 3:28
5. «You Know Who You Are» (Бенард Игнер) — 5:19
6. «I Have the Feeling I’ve Been Here Before» (Алан Бергман, Мэрилин Бергман, Роджер Келлауэй) — 5:56
7. «Who Gave You Permission» (Алан Бергман, Мэрилин Бергман, Билли Голденберг) — 3:14
8. «Like a Lover» (Алан Бергман, Мэрилин Бергман, Дори Каймми, Нельсон Мотта) — 5:57
9. «I Never Lied to You» (Хельса Палао) — 3:19
10. «I Am Music» (Хельса Палао) — 4:19

## Участники записи
- Кармен Макрей — вокал
- Дейв Грусин — аранжировка, оркестровка, дирижёр (1), электрическое пианино (1, 8), синтезатор (1, 8)
- Роджер Келлауэй — аранжировка, оркестровка, дирижёр (2-6, 9, 10), фортепиано (4, 5), продюсер
- Брайан Олсон — аранжировка, оркестровка, дирижёр (7)
- The Morgan Ames Singers — бэк-вокал
- Джон Джанелли — бас-гитара
- Эд Лустгартен — виолончель
- Спайдер Уэб — барабаны (1, 8)
- Джон Герин — барабаны
- Деннис Будимир — гитара
- Фрэнк Колетт — клавишные
- Уолли Троготт — мастеринг
- Эмиль Ричардс — перкуссия
- Йен Андервуд — программирование
- Мэтт Хайд — запись, сведение
- Алан Харшман — альт
- Эрно Неуфельд — скрипка
- Джерри Винчи — скрипка
- Джордж Батлер — исполнительный продюсер
- Боб Като — арт-директор, дизайн

## Чарты
| Чарт (1975)                            | Высшая позиция |
| -------------------------------------- | -------------- |
| США (Billboard Best Selling Jazz LP’s) | 22             |
| США (Billboard Soul LP’s)              | 56             |